# Patrick Oboya
Patrick Oboya Onyango (* 19. února 1987, Nairobi) je keňský fotbalista a reprezentant.

## Klubová kariéra
Svoji fotbalovou kariéru začal v Young Spiders. Mezi jeho další angažmá patří: Kamukunji High School, AFC Leopards, Tusker FC, FK Baník Most, FK Fotbal Třinec, MFK Ružomberok a Gor Mahia.